# Bjarni Tryggvason
Bjarni Valdimar Tryggvason (Reykjavík, Izland, 1945. szeptember 21.– 2022. április 5.) izlandi-kanadai mérnök, űrhajós.

## Életpálya
1972-ben a University of British Columbia keretében mérnöki diplomát szerzett.  Alkalmazott matematikából és folyadékdinamikából védte meg diplomáját. 1972-1974 között meteorológusként dolgozott. 1974-től az University of Western Ontario tudományos munkatársa (aerodinamika). 1978-1979 között Japánban a Kyoto University (Kiotó), majd Ausztráliában a James Cook Egyetemen (Townsville) vendég tudományos munkatárs. 1981-1992 között részmunkaidős oktató a University of Ottawa Carleton Egyetemen. 1982-ben a Nemzeti Kutatási Tanács (NRC) (Ottawa) kis sebességű aerodinamikai laboratóriumában kutató. Több mint 4000 órát töltött a levegőben (műrepülő, űrrepülő), pilóta oktató, Érdemes ejtőernyős ugró.
1983. december 5-től egyike a Canadian Space Agency (CSA) által kiválasztott hat űrhajósnak. 1992-ben, majd 1998-ban a Lyndon B. Johnson Űrközpontban részesült űrhajóskiképzésben. Kiképzett űrhajósként tagja volt az STS–52 támogató (tanácsadó, problémamegoldó) csapatának.
Kutatásvezetőként kifejlesztették a mikrogravitációs környezetben lévő szerkezetek rezgésének mérését. Az izolációs műszer (LMIM) hatékonyságát több alkalommal tesztelték a NASA repülőgépein: KC–135, DC–9. 1996-1998 között a Mir űrállomáson, 1997-ben az STS–85-ön alkalmazták (MIM–2). Ezen űrszolgálata alatt összesen 11 napot, 20 órát és 27 percet (284 óra, 27 perc) töltött a világűrben. Űrhajós pályafutását 2008 júniusában fejezte be.
Az University of Western Ontario alkalmazott matematika tanára.

## Űrrepülések
A Discovery űrrepülőgép 23. repülésének (STS–85) rakományfelelőse. Tesztelte egy új japán manipulátor kar alkalmazhatóságát. Negyedik űrszolgálata alatt 11 napot, 20 órát és 27 percet (284 óra, 27 perc) töltött a világűrben. A küldetés alatt 7 600 000 kilométert repült, 189-szer kerülte meg a Földet.

### Tartalék személyzetként
A Columbia űrrepülőgép 13. repülésének (STS–52) rakományfelelőse.